# Sibirisk balsampoppel
Sibirisk balsampoppel (Populus suaveolens) er en poppelart, der findes vildtvoksende i Rusland, især i Sibirien, i Mongoliet og i det nordlige Kina. 